# Ville de Maribyrnong
La ville de Maribyrnong est une zone d'administration locale à l'ouest du centre-ville de Melbourne au Victoria en Australie.
Elle a été créée en 1994 à partir de la ville de Footscray avec une partie de la ville de Sunshine.

## Conseillers
La ville est divisée en sept secteurs qui élisent chacun un conseiller :
- Bluestone
- Ironbark
- River
- Saltwater
- Sheoak
- Stony Creek
- Wattle

## Quartiers
La ville comprend les quartiers de:
- Braybrook
- Footscray
- Kingsville
- Maidstone
- Maribyrnong
- Seddon
- Tottenham
- West Footscray
- Yarraville

## Événements
Les habitants de cette zone ont ressenti le tremblement de terre de magnitude 5,2 à 5,4 avec des répliques à 3,1, qui secoua le Victoria le 19 juin 2012,.